# لورل کنیون (لس آنجلس)
لورل کنیون (به انگلیسی: Laurel Canyon) یک محله در ایالات متحده آمریکا است که در لس آنجلس واقع شده‌است.